# Марібель Верду
Марібе́ль Ве́рду (ісп. Maribel Verdú; нар. 2 жовтня 1970 року, Мадрид, Іспанія) — іспанська акторка театру та кіно. Виконавиця релей у фільмах «І твою маму теж» (2001) Альфонсо Куарона та «Лабіринт Фавна» (2006) Гільєрмо дель Торо.

## Кар'єра
Марібель Верду розпочала свій акторський шлях у 13 років, знімаючись у рекламі та у серіалах. У 15 років закінчила навчання у школі, щоб повністю зосередитися на акторській кар′єрі. У 2007 році була запрошена в Американську академію кіномистецтва. Наступного року отримала премію «Гоя» за найкращу жіночу роль у фільмі «Сім більярдних столів». У 2009 році була нагороджена національною премією кінематографістів Іспанії. У 2010 році знялася у кліпі на пісню Алехандро Санса "Lola Soledad".
Марібель Верду також бере участь у рекламних проектах (мінеральна вода Fuente Liviana).

## Особисте життя
Чоловік - Педро Ларранага (син актора Карлоса Ларранаги).

## Вибіркова фільмографія
| Рік  | Фільм                 | Оригінальна назва             | Роль            |
| ---- | --------------------- | ----------------------------- | --------------- |
| 1986 | 27 годин              | 27 horas                      | Тріні           |
| 1991 | Коханці               | Amantes                       | Майте           |
| 1992 | Прекрасна епоха       | Belle Époque                  | Росіо           |
| 1993 | Двоязичний коханець   | El Amante Bilingüe            | Chica violín    |
| 1993 | Золоті яйця           | Huevos de oro                 | Клаудія         |
| 1996 | Селестіна             | La Celestina                  | Areusa          |
| 1997 | Щаслива зірка         | La buena estrella             | Марина          |
| 1999 | Гойя в Бордо          | Goya en Burdeos               | Герцогиня Альба |
| 2001 | І твою маму теж       | Y tu mamá también             | Луїса Кортес    |
| 2006 | Лабіринт Фавна        | El laberinto del fauno        | Мерседес        |
| 2007 | Сім більярдних столів | Siete mesas de billar francés | Анджела         |
| 2007 | Зона                  | La zona                       | Маріана         |
| 2007 | Брудний хлопчик       | El niño de barro              | мати хлопчика   |
| 2008 | Сліпі соняшники       | Los girasoles ciegos          | Елена           |
| 2009 | Тетро                 | Tetro                         | Міранда         |
| 2022 | Реймонд і Рей         | Raymond and Ray               | Люсія           |
| 2023 | Флеш                  | The Flash                     | Нора Аллен      |

## Ролі в театрі
- 2013: Діти Кеннеді ("Los hijos de Kennedy"), роль: Карла. Разом з Марібель Верду у виставі зайняті Аріадна Хіль, Емма Суарес, Алекс Гарсіа і Фернандо Кайо.
- 2012: Еллада ("Hélade"). У виставі також грають Конча Веласко, Луїс Омар, Хосе Марія Поу.
- 2012: Хлопець із сусідньої могили ("El tipo de la tumba de al lado"), роль: Паула. У виставі також грає Антоніо Молеро.
- 2008-2010: Бог різанини ("Un Dios salvaje"), роль: Анет. У виставі зайняті Айтана Санчес-Хіхон, Пер Понсе, Антоніо Молеро.
- 2003: Через любов до мистецтва ("Por amor al arte"), роль: Марта. У спектаклі також грають Хуан Хосе Артеро, Крістобаль Суарес, Беатріс Сантана і Педро Алонсо.
- 1996: Після дощу ("Después de la lluvia").
- 1992: Гра королев ("Juego de reinas"), роль: Хуана Божевільна.
- 1988: Ромео і Джульєта ("Romeo y Julieta"), роль: Джульєта.
- 1987-1988: Дон Хуан Теноріо ("Don Juan Tenorio"), роль: донья Інес

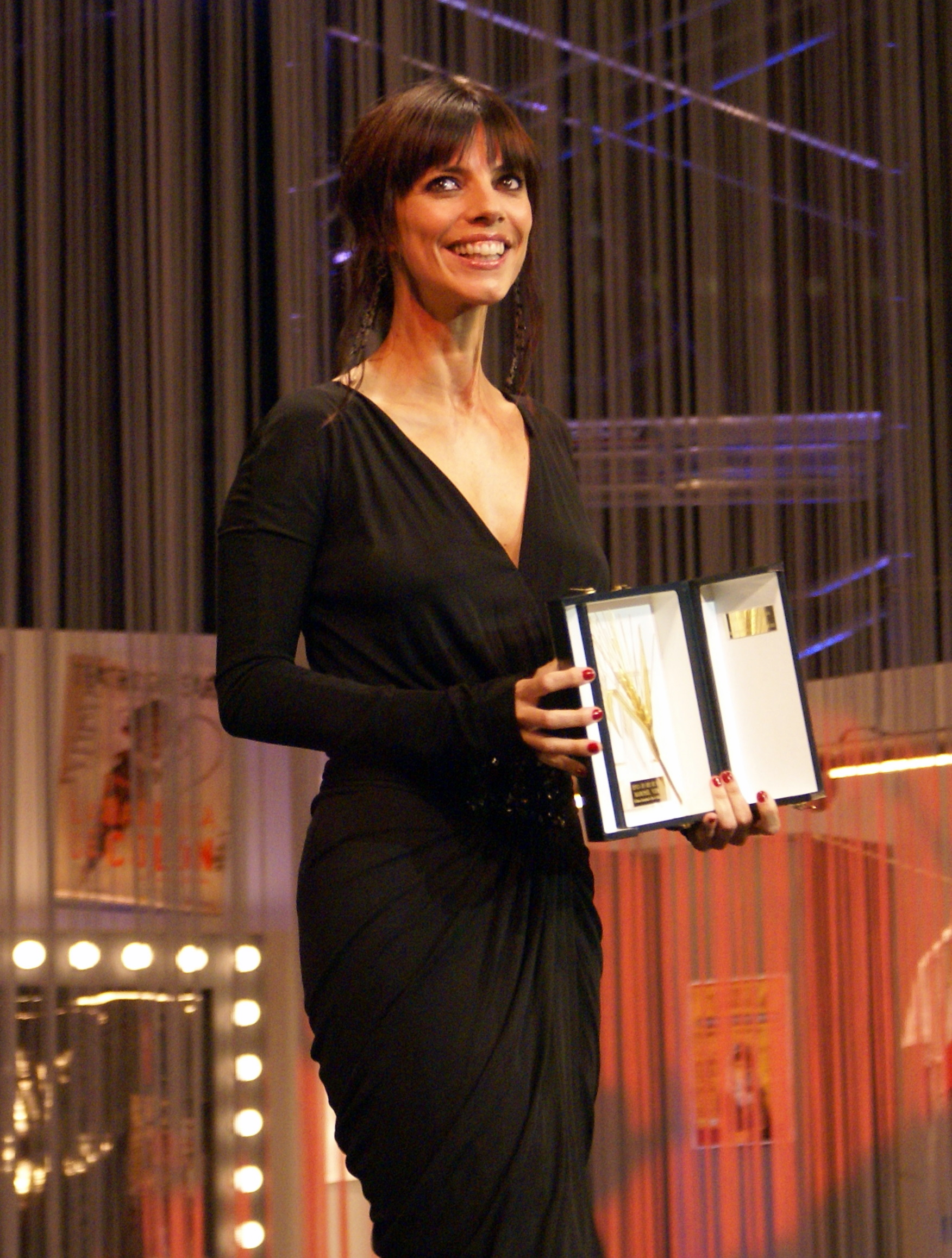
Марібель Верду — лауреатка премії Золотий колос

## Нагороди
- Премія Гойя: 2007, 2012
- Премія Аріель: 2006
- Премія Fotogramas de Plata: 1994, 2008, 2012[3]
- Премія Ondas: 1991, 2007
- Премія імені Хосе Марія Форке: 2012
- Премія Сан Жорді: 2007
- Національна премія кінематографістів Іспанії: 2009
- Премія Ercilla: 2009
- Лауреат Почесної премії Алікантійського кінофестивалю: 2013